# Hastings (Nueva Zelanda)
Hastings (/ˈheɪstɪŋz/; en māorí, Heretaunga) es la ciudad más poblada de la región de Hawke's Bay al este de la Isla Norte de Nueva Zelanda. Se ubica a 20 km de distancia de la ciudad Napier, por lo que son conocidas como ciudades gemelas y ciudades de la bahía, juntas forman la quinta ciudad más grande del país. Su área es de 5 229 km² y su población es de 75 100 (1,7% de la población total del país).

## Suburbios
- Akina
- Bridge Pa
- Camberley
- Flaxmere
- Frimley
- Hastings CBD
- Havelock North
- Longlands
- Mahora
- Mayfair
- Parkvale
- Raureka
- Saint Leonards
- Tomoana
- Waipatu
- Woolwich

## Economía
La ciudad Hastings tiene una larga historia de región productora de alimentos, y que comúnmente se conoce como el "frutero de Nueva Zelanda". En las fértiles llanuras que rodean la ciudad se cultiva una gran cantidad de frutas de drupa, hortalizas, y más recientemente se convirtió en una productora de vino tinto. También tiene fábricas de elaboración de alimentos, servicios agrícolas, financiación y carga. El turismo es parte esencial de la economía.

## Geografía
Localizada en la costa este de Nueva Zelanda, al oeste de la meseta central y a la sombra orográfica de las montañas Kaweka, Hastings está situada en una llanura fértil que la hace excelente para la agricultura.

## Clima
Hastings tiene un clima oceánico principalmente debido a las temperaturas moderadas predominantes durante el año. Las horas de sol totalizan unas 2259 anuales y las precipitaciones suman 754 mm en el mismo período. 
| Parámetros climáticos promedio de Hastings | Parámetros climáticos promedio de Hastings | Parámetros climáticos promedio de Hastings | Parámetros climáticos promedio de Hastings | Parámetros climáticos promedio de Hastings | Parámetros climáticos promedio de Hastings | Parámetros climáticos promedio de Hastings | Parámetros climáticos promedio de Hastings | Parámetros climáticos promedio de Hastings | Parámetros climáticos promedio de Hastings | Parámetros climáticos promedio de Hastings | Parámetros climáticos promedio de Hastings | Parámetros climáticos promedio de Hastings | Parámetros climáticos promedio de Hastings |
| Mes                                        | Ene.                                       | Feb.                                       | Mar.                                       | Abr.                                       | May.                                       | Jun.                                       | Jul.                                       | Ago.                                       | Sep.                                       | Oct.                                       | Nov.                                       | Dic.                                       | Anual                                      |
| ------------------------------------------ | ------------------------------------------ | ------------------------------------------ | ------------------------------------------ | ------------------------------------------ | ------------------------------------------ | ------------------------------------------ | ------------------------------------------ | ------------------------------------------ | ------------------------------------------ | ------------------------------------------ | ------------------------------------------ | ------------------------------------------ | ------------------------------------------ |
| Temp. máx. abs. (°C)                       | 35.8                                       | 37.1                                       | 33.4                                       | 28.9                                       | 27.1                                       | 23.4                                       | 22.5                                       | 22.7                                       | 26.4                                       | 29.0                                       | 31.8                                       | 36.5                                       | 37.1                                       |
| Temp. máx. media (°C)                      | 25.5                                       | 25.4                                       | 23.6                                       | 20.7                                       | 17.1                                       | 14.4                                       | 13.9                                       | 14.9                                       | 17.5                                       | 20.0                                       | 22.3                                       | 24.1                                       | 20.0                                       |
| Temp. mín. media (°C)                      | 13.7                                       | 14.0                                       | 12.2                                       | 9.1                                        | 6.7                                        | 3.9                                        | 3.6                                        | 4.8                                        | 6.1                                        | 8.0                                        | 10.4                                       | 12.6                                       | 8.8                                        |
| Temp. mín. abs. (°C)                       | 5.4                                        | 5.0                                        | 2.7                                        | 0.6                                        | -3.0                                       | -4.2                                       | -5.0                                       | -3.3                                       | -2.8                                       | -2.0                                       | 1.7                                        | 3.2                                        | -5.0                                       |
| Precipitación total (mm)                   | 66                                         | 53                                         | 61                                         | 48                                         | 81                                         | 79                                         | 64                                         | 86                                         | 46                                         | 46                                         | 41                                         | 53                                         | 724                                        |
| Horas de sol                               | 249.3                                      | 202.6                                      | 201.7                                      | 172.4                                      | 155.6                                      | 130.7                                      | 134.7                                      | 166.8                                      | 181.2                                      | 213.9                                      | 216.2                                      | 233.7                                      | 2258.7                                     |
| Fuente: NIWA Climate Data                  |                                            |                                            |                                            |                                            |                                            |                                            |                                            |                                            |                                            |                                            |                                            |                                            |                                            |